# Гечжоуба
Гечжоуська гребля на Янцзи з контролю за водою (кит.: 长江 葛洲坝 水利 枢纽 工程, chángjiāng gězhōubà shuǐlì shūniǔ gōngchéng), або Гечжоуба, гребля в Китаї, що розташована в західній частині міського округу Їчан провінції Хубей. Гребля лежить за кілька кілометрів угору за течією від центру Їчана, нижче за течією від впадіння річки Хуанбо в Янцзи.
Будівництво розпочалося 30 грудня 1970 і завершилося 10 грудня 1988. Гребля має загальну встановлену електричну потужність 2715 МВт. Після проходження по ущелині Наньцзінь річка Янцзи сповільнюється і розширюється від 300 метрів до приблизно 2200 метрів біля греблі. Два невеликих острови — Гечжоуба і Сіба — розділяють річку на три канали. Об'єкт має генерувальні потужності 2,71 ГВт, а також три корабельні шлюзи, дві електростанції, які генерують 14,1 млрд кВт⋅год електроенергії на рік, 27 воріт водоскиду, і укріплення проти протікань на обох берегах греблі.
Довжина греблі становить 2595 метрів, а максимальна висота — 47 метрів. Резервуар має загальний об'єм 1,58 кубічних кілометрів. Судноплавний шлюз № 2 на третьому каналі увійшов, коли був побудований, до числа 100 найбільших у світі. Довжина шлюзової камери становить 280 метрів, а ширина — 34 метри, з осадкою не менш як 5 метрів завглибшки. Він забезпечує прохід для суден водотоннажністю 10 000 тонн.

## Економічне значення

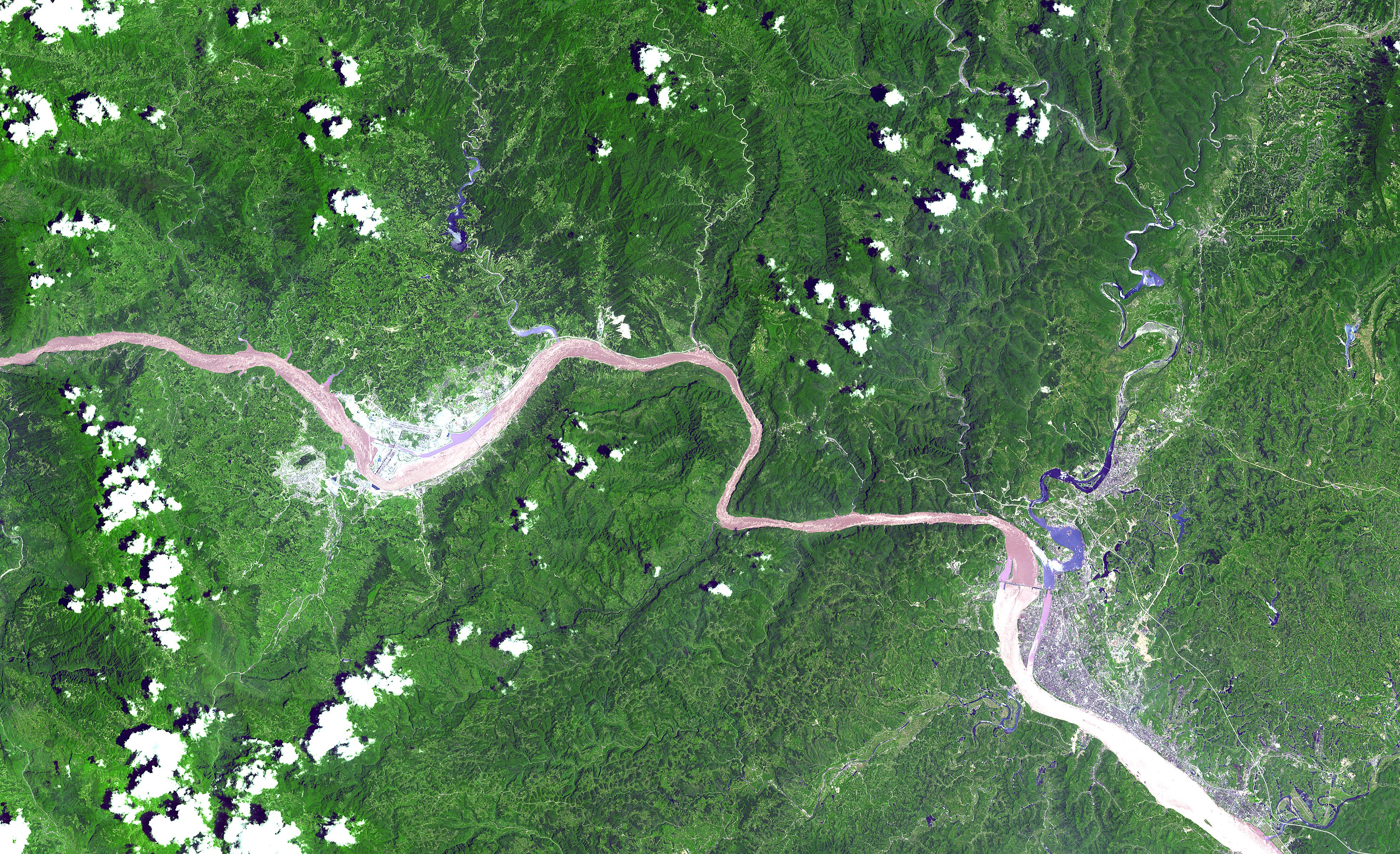
Гребля «Гечжоуба» (праворуч) і гребля «Три ущелини» (ліворуч) з космосу

ГЕС «Гечжоуба» є першим великим гідротехнічним проектом КНР на річці Янцзи, що забезпечив покриття річного зростання споживання електроенергії у 80-х роках 20-го століття.
Після завершення ГЕС «Санься» (Три ущелини) вище за течією річки, ГЕС стала контррегулювальним гідровузлом для цієї більш потужної ГЕС, що дозволяє знизити обмеження в роботі ГЕС Три ущелини з регулювання електромережі.
Таким чином, ці дві електростанції є одним з основних центрів об'єднаної енергосистеми Китаю.